# Любовия (община)
Любовия (серб. Љубовија) — община в Сербии, входит в Мачванский округ.
Население общины составляет 14 424 человека (2011 год), плотность населения составляет 44 чел./км². Занимаемая площадь — 356 км², из них 56,7 % используется в промышленных целях.
Административный центр общины — село Любовия. Община Любовия состоит из 27 населённых пунктов, средняя площадь населённого пункта — 13,2 км².

## Статистика населения общины
| Год  | Население, чел. |
| ---- | --------------- |
| 1991 | 18 749          |
| 2001 | 17 200          |
| 2002 | 16 936          |
| 2003 | 16 710          |
| 2004 | 16 454          |
| 2005 | 16 154          |
| 2006 | 15 873          |
| 2007 | 15 557          |
| 2011 | 14 424          |